# Yerushalayim Shel Zahav

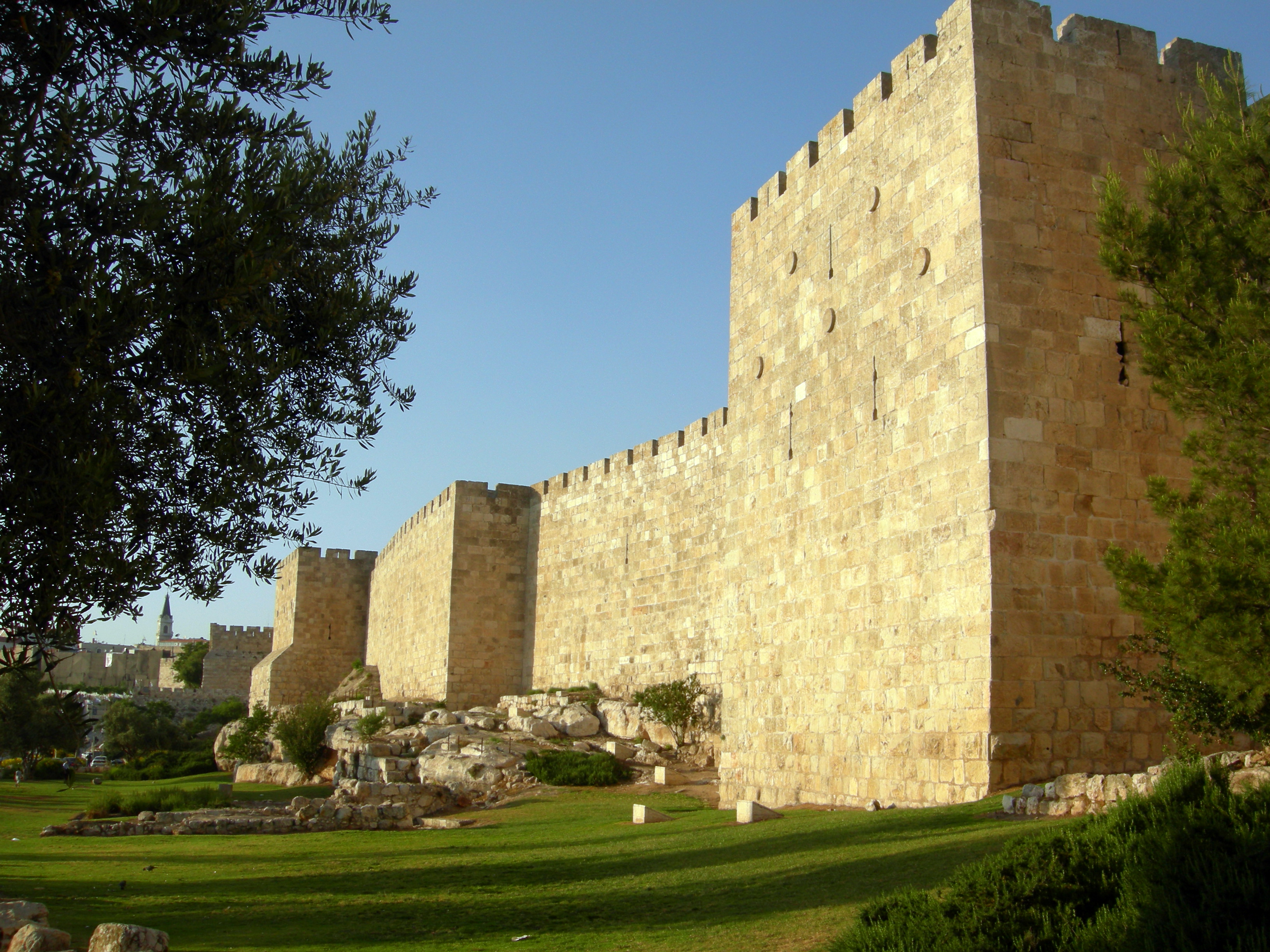
Jerusalem

Yerushalayim shel zahav (hebreu: ירושלים של זהב‎, ‘Jerusalem daurada’) és una cançó popular israeliana escrita per Naomi Shemer el 1967 i interpretada per ella mateixa i molts altres, com Ofra Haza. Va ser escollida «cançó de l'any» a Israel el 1967. És considerada com un segon himne (extraoficial) d'Israel.

## Origen i significat històric
Els seus versos fan referència a temes jueus tradicionals. Per exemple, «Jerusalem daurada» remet al Talmud; «de totes les teves cançons sóc violí», que es repeteix en la tornada, prové d'un poema del poeta sefardita Yehudà ha-Leví.
La cançó va ser escrita en vigílies de la Guerra dels Sis Dies, quan la part oriental de Jerusalem, inclosa la Ciutat Vella, es trobava sota control jordà des de la guerra araboisraeliana de 1948. Jerusalem era un tema semi-tabú des de la divisió de la ciutat, i gairebé cap artista s'havia atrevit a abordar-lo musicalment, la qual cosa havia cridat l'atenció dels organitzadors del Festival Anual de la Cançó a Israel, que van sol·licitar a alguns cantants coneguts, entre ells Naomi Shamer, alguna cançó amb Jerusalem com a tema per a la celebració del dia de la independència (15 de maig). Només tres setmanes després, les tropes del Tsahal conquerien Jerusalem Est i accedien al Mur de les Lamentacions, inaccessible per als jueus des de 1948. S'explica que la cançó va ser el crit de batalla dels soldats israelians durant aquesta guerra i que van cantar Jerusalem daurada, esglaiats per l'emoció, en entrar a la Ciutat Vella. Això la va convertir en un veritable himne per als israelians fins al punt que, el 1968, va ser proposada al Parlament pel diputat Uri Avnery com a himne nacional oficial de l'Estat d'Israel, amb la finalitat que substituís l'himne Ha-Tiqvà. Si bé la iniciativa no es va arribar a votar, des de llavors la cançó és el símbol de la victòria en aquella guerra i considerada com el segon himne extraoficial d'Israel. Yerushalaim shel Zahav va aconseguir també notorietat internacional perquè acompanya l'emotiva escena final de La llista de Schindler.

## Polèmiques
Durant molts anys l'autora de la cançó va ser preguntada sobre la semblança de la seva obra amb una cançó tradicional basca, Pello Joxepe, cosa que Shemer sempre va negar iradament. Al maig de 2005, morta la seva autora, un íntim amic va revelar el contingut d'una carta que li havia llegat la mateixa Naomi Shemer poc abans de morir. Hi confessava que la melodia de la seva cèlebre obra estava vagament inspirada en una cançó que havia sentit interpretar en basc a Paco Ibáñez (Pello Joxepe), qui havia visitat Israel a principis de la dècada de 1960. Segons explicava Shemer a la carta, ho va fer de forma inconscient i es va sentir molt malament en advertir-ho. Paco Ibáñez va manifestar que, malgrat la semblança, Shemer no tenia cap motiu per sentir-se culpable.